# (23615) 1996 FK12
(23615) 1996 FK12 là một tiểu hành tinh nằm ở rìa trong của vành đai chính. Nó được phát hiện bởi Robert H. McNaught ở Đài thiên văn Siding Spring ở Coonabarabran, New South Wales, Australia, ngày 28 tháng 3 năm 1996.